# Pocinhos (kommun)
Pocinhos är en kommun i Brasilien.   Den ligger i delstaten Paraíba, i den östra delen av landet, 1 600 km nordost om huvudstaden Brasília. Antalet invånare är 17 020.
Följande samhällen finns i Pocinhos:
- Pocinhos

Omgivningarna runt Pocinhos är huvudsakligen savann. Runt Pocinhos är det ganska glesbefolkat, med 30 invånare per kvadratkilometer.